# North Palmer River
Der North Palmer River ist ein Fluss in der Region Far North Queensland im Nordosten des australischen Bundesstaates Queensland.

## Geographie
Der Fluss entspringt an den Nordwesthängen des Mount Lukin in den Atherton Tablelands, die zur Great Dividing Range zählen, rund 75 Kilometer südwestlich von Cooktown. Von dort fließt er stark mäandrierend nach West-Südwesten entlang der Südgrenze des Aboriginesreservates Quinkan Indigenous Reserve, durchquert die Palmer Goldfield Resources Reserve und mündet in ihrem Südwesten in den Palmer River.